# リフォーマーズの杖
『リフォーマーズの杖』（リフォーマーズのつえ）はNHK Eテレのテレビドラマ仕立ての教養番組である。

## 内容
日本放送協会が2021年度から展開する「未来へ 17アクション」の学童を主ターゲットにした「ひろがれ!いろとりどり」のシリーズ参加番組の一つ。
2100年からやってきて、その相棒ロボ・ベアツシを連れてきたという未来人・ヒカルだが、時間転移を悪用した罪で時空警察から指名手配されていた。その罪を償うために2021年の若手芸人たち（俗にいうだらしない芸人衆）に対してSDGsで定義する様々な課題と向き合うべく、世直しチーム「リフォーマーズ」を結成し放送センターテレビスタジオの片隅にあるアジトを舞台に、SDGsとの向き合い方を訴えていく。

## 放送日時
- 初回放送 2021年10月18日より毎月1回
  - 2022年2月まで 第3月曜 19:25 - 19:54（第1回のみ19:47まで）
  - 2022年4月から 第4月曜 19:00 - 19:30（同週の日曜 0:30 - 1:00〈土曜深夜〉に再放送）
  - 2023年8月7日から2023年10月30日まで毎週月曜19:00-19:30に再放送されていた。

## テーマ
| 話 | 初回放送日      | タイトル                            | テーマ                             | SDGsにおけるゴール番号・テーマ              | ゲスト                                                   | その他                                                                                                 |
| -- | --------------- | ----------------------------------- | ---------------------------------- | ------------------------------------------- | -------------------------------------------------------- | --- |
| 1  | 2021年 10月18日 | ウィーアー、 リフォーマーズ!        | 海洋汚染、プラスチックごみ         | （14）海の豊かさを守ろう                    | -                                                        | 演出 藤代雄一朗                                                                                        |
| 2  | 11月15日        | 2100年 なぜ金メダルは失われたのか!? | 小型家電のリサイクル               | （12）つくる責任、つかう責任                | 吉田沙保里（アマチュアレスリング選手、指導者、タレント） | 監修 原田幸明（一般社団法人サステイナビリティ技術設計機構）                                            |
| 3  | 12月20日        | 2100年 なぜ太平洋にごみの島!?       | 海洋汚染、プラスチックごみ         | （14）海の豊かさを守ろう                    | 長濱ねる（女優、歌手、未来へ 17アクションPR大使）        | 監修 石川雅紀（叡啓大学 特任教授）                                                                     |
| 4  | 2022年 1月17日  | 笑いで食料を集めろ!プロジェクト     | 食品ロスの削減                     | （2）飢餓をゼロに                           | ディーン・フジオカ（俳優）                               | 2021年11月に行われた「未来へ 17アクション ～渋谷ではじめよう～」（渋谷ヒカリエ）での公開収録を一部放送 |
| 5  | 2月21日         | 2100年 水不足でお風呂に入れない!?   | 海水枯渇と節水対策                 | （6）安全な水とトイレを世界中に             | 西川貴教（ミュージシャン）                               | 西川と髙橋はともに滋賀県出身                                                                           |
| 6  | 5月23日         | アツい思いが暑い地球を救う!?        | 地球温暖化の抑制                   | （13）気候変動に具体的な対策を              | 松岡修造（プロテニスプレイヤー・スポーツコメンテイター） | |
| 7  | 6月27日         | みんなにマッチした街は作れるのか!?  | 子供が安心・安全に遊べる公園づくり | （11）住み続けられる街づくりを              | DAIGO（ミュージシャン）                                  | |
| 8  | 7月25日         | 2100年 みんな健康でいられない!?     | 超高齢化社会と不健康対策           | （3）すべての人に健康と福祉を               | 村山輝星（子役女優）                                     | |
| 9  | 9月26日         | 2100年 生き物と生き延びろ!          | 森林保護                           | （15）陸の豊かさも守ろう                    | ベッキー（女優・タレント）                               | |
| 10 | 10月24日        | 追跡!未来を照らすエネルギー         | 再生可能エネルギー                 | （7）エネルギーをみんなに、そしてクリーンに | 堀田茜（女優）                                           | |
| 11 | 12月30日        | パートナーシップってなんだ!?        | パートナーシップ                   | （17）パートナーシップで目標を達成しよう    |                                                          | 「ツバメ」を歌うあおきいろとのコラボレーション                                                         |
| 12 | 2023年 1月23日  | 働く人を楽にするえぇ女房!?          | 就労                               | （8）働き甲斐も 経済成長も                  | 勝地涼（俳優）                                           | |
| 13 | 2月27日         | 忘れないで!                         | （総論）                           | （総論）                                    | -                                                        | |

備考
- 2022年3月21日 - 祝日編成のため放送休止。
- 2022年4月18日 - 第1話の再放送を実施[注 3]。
- 2022年8月22日 - 夏季特別編成のため放送休止。
- 2022年11月28日 - 特別編成（Eテレセレクション）のため放送休止
- 2022年12月26日 - 年末のため放送休止

## 出演者
- ヒカル - 髙橋ひかる[1][2]
- ベアツシ（声・動き） - 田村淳（ロンドンブーツ1号2号）[1][3][4]

- リフォーマーズ（だらしない芸人群、以下すべて本人役）[1][2]
  - 森田哲矢（さらば青春の光)
  - 国崎和也（ランジャタイ)
  - オカリナ（おかずクラブ)
  - はら（ゆにばーす)
  - 鈴木もぐら（空気階段)
  - 薄幸（納言)

- その他
  - ヨーロッパ企画[1]

## スタッフ
- ナレーション -千葉繁
- 脚本 - 上田誠（ヨーロッパ企画）[1]
- 構成 - 倉本美津留[1]
- 音楽 - サキタハヂメ[1]
- アートディレクション - 清水貴栄[1]
- CGアニメーション - ミズヒロ[1]
- ミュージックビデオ演出 - 藤代雄一朗[1]
- スタイリスト - 池田清志[1]
- 人形製作 - 山本 和弘[1]
- 技術協力 -トヨタ自動車[4]
- 番組監修 - 蟹江憲史（慶應義塾大学大学院教授）[1]

## リフォーマーズのテーマ
「リフォーマーズのテーマ」は、NHKのテレビ番組『リフォーマーズの杖』および『みんなのうた』で放送されたミュージック・ビデオ。
- うた：リフォーマーズ
  - 森田哲矢（さらば青春の光）
  - 国崎和也（ランジャタイ）
  - オカリナ（おかずクラブ）
  - はら（ゆにばーす）
  - 鈴木もぐら（空気階段）
  - 薄幸（納言）
  - 未来人ヒカル（演：髙橋ひかる）
- 作詞：倉本美津留
- 作曲：倉本美津留
- 編曲：サキタハヂメ
- 映像：藤代雄一朗
- アニメ：清水貴栄
- 『みんなのうた』放送月
  - 2022年7月（SDGs）